# Fińscy posłowie do Parlamentu Europejskiego 1995–1996
Fińscy posłowie IV kadencji do Parlamentu Europejskiego delegacji krajowej sprawowali mandaty od 1 stycznia 1995, tj. od daty akcesji Finlandii do Unii Europejskiej, do 10 listopada 1996. Byli przedstawicielami krajowego parlamentu. Zostali zastąpieni przez deputowanych wybranych w bezpośrednich wyborach przeprowadzonych 20 października 1996.

## Lista posłów
Partia Centrum (ELDR)
- Timo Järvilahti
- Seppo Pelttari
- Olli Rehn
- Mirja Ryynänen
- Paavo Väyrynen

Partia Koalicji Narodowej (EPP)
- Riitta Jouppila
- Ritva Laurila
- Pirjo Rusanen
- Kyösti Toivonen

Socjaldemokratyczna Partia Finlandii (PES)
- Ulpu Iivari
- Riitta Myller
- Saara-Maria Paakkinen
- Mikko Rönnholm

Sojusz Lewicy (EUL/NGL)
- Marjatta Stenius-Kaukonen

Liga Zielonych (G)
- Heidi Hautala

Szwedzka Partia Ludowa (ELDR)
- Elisabeth Rehn